# Claude-Louis Navier
Claude-Louis Navier (n. 10 februarie 1785 – d. 21 august 1836), numele la naștere Claude Louis Marie Henri Navier (pronunție în franceză [klod lwi maʁi ɑ̃ʁi naˈvje]), a fost un om de știință francez, matematician, fizician și inginer, specializat în mecanică.
Ecuațiile de bază ale dinamicii fluidelor (ecuațiile Navier–Stokes) au fost numite astfel după cei doi oameni de știință care le-au formulat și fundamentat: Claude-Louis Navier și George Gabriel Stokes.